# 謝布雷
51°36′30″N 33°46′44″E / 51.60833°N 33.77889°E

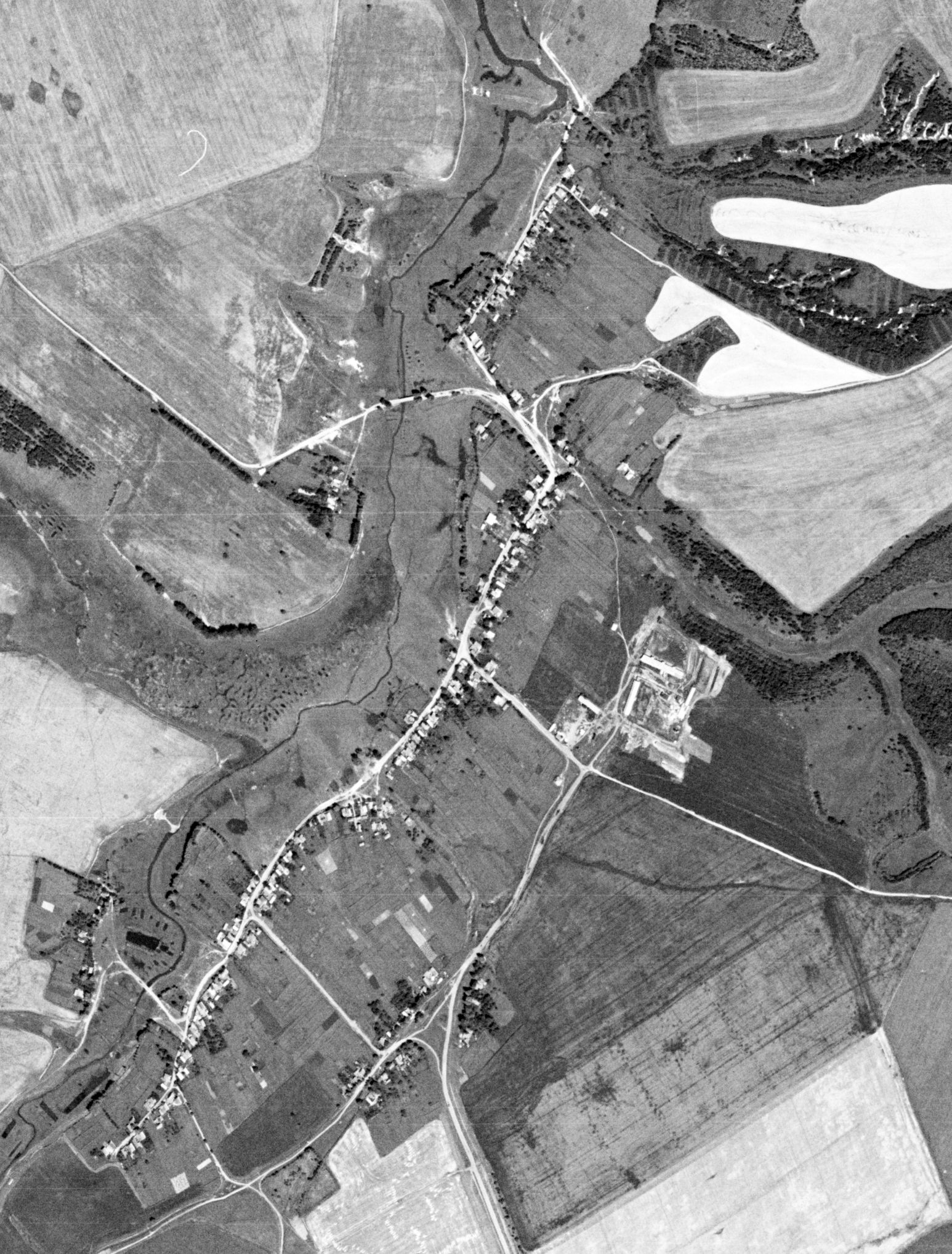
1972年时的卫星照片

謝布雷（烏克蘭語：Щебри）是位於烏克蘭東北部的村莊，由蘇梅州紹斯特卡區的赫盧希夫市鎮負責管轄。該村處於拉基塔河右岸，距離奧布洛日基和波洛什基2公里，海拔高度159米，2001年人口166。